# Хорхе Батльє Ібаньєс
Хорхе Батльє Ібаньєс (ісп. Jorge Luis Batlle Ibáñez; 25 жовтня 1927, Монтевідео, Уругвай — 24 жовтня 2016, там само) — уругвайський політик, член партії Колорадо. Займав посаду президента Уругваю з 2000 по 2005 рік.

## Біографія
Вступив на посаду президента 1 березня 2000, після обрання в 1999 році на всенародному голосуванні. Він став четвертим президентом Уругваю, що належить до сім'ї Батльє, одним з яких був його батько, Луїс Батльє Беррес. Був членом уругвайського конгресу від партії Колорадо.
До 1958 року, коли він вперше був обраний конгресменом від партії Колорадо, отримав диплом в галузі права і соціальних наук в Університеті Республіки в 1956 році, був журналістом, працював на радіо «Аріель» і в газета «Аксьон». Він також був до того часу членом керівного органу своєї партії.
У період громадянської та військової адміністрації в Уругваї (1973–1985), не займався політичною діяльністю. Головував у Законодавчій генеральній асамблеї в лютому 1985 року, коли перший демократично обраний Конгрес почав працювати.